# Friedrich Herborn
Johann Friedrich Herborn (* 31. Mai 1786 in Diez; † 16. Dezember 1842 ebenda) war ein deutscher Kaufmann und Mitglied des Nassauischen Landtags.

## Leben
Friedrich Herborn wurde als Sohn des Kaufmanns Georg Tobias Herborn und dessen Ehefrau Sybille Wilhelmine Orenius geboren.
Er war als Kaufmann tätig, als er 1818 aus der Gruppe der Gewerbetreibenden des Wahlkreises Herborn ein Mandat für die Zweite Kammer des Nassauischen Landtags erhielt. Am 19. April 1822 legte er sein Mandat nieder. Friedrich Ruß wurde sein Nachfolger, dem sein Mandat 1832 aberkannt wurde, weil er zu den liberalen Abgeordneten gehörte, die  im Nassauischen Domänenstreit aus Protest gegen den Pairsschub von 1831  das Parlament boykottierten und ihr Mandat verloren.